# سيتيمو تورينيزي
Settimo Torinese سيتيمو تورينيزي، مدينة شمال إيطاليا، في إقليم بييمونتي، في مقاطعة تورينو، عدد سكانها 47.372 نسمة، تعتبر ضاحية لمدينة تورينو، جاء اسمها من الكلمة اللاتينية septimum أي السابعة وهي تدل على المسافة إلى مدينة تورينو وقد كانت تسمى سابقا Septimum Taurinensem.

## السكان
في سنة 1861 بلغ عدد السكان 3٬983 نسمة، وتطور العدد ليصل في سنة 2011 لـ 46٬875 نسمة.
يظهر هذا المخطط البياني تطور النمو السكاني لـ سيتيمو تورينيزي

## توأمة
لسيتيمو تورينيزي اتفاقيات توأمة مع كل من:
- Cavarzere [الإنجليزية]‏
- Valls [الإنجليزية]‏
- شافيل [الإنجليزية]‏
- ريونيرو في فولتوري